# Arxiu General i Fotogràfic de la Diputació de València
L'Arxiu General i Fotogràfic de la Diputació de València és un arxiu que s'estableix a partir de la documentació emanada de l'activitat corporativa de la Diputació de València el 1812. La Llei de 1849 faria que les diputacions es fessin càrrec dels establiments de Beneficència, el que portaria que els arxius de l'Hospital el 1850 passessin a càrrec d'aquest arxiu de la diputació, així com el de la Casa de Beneficència en 1858 i la Casa de la Misericòrdia el 1868, tres centres que tenien organització pròpia i que la documentació dels quals s'ingressaria a l'arxiu en fons separats. El 1952 els arxius del Govern Civil també s'integraren, ja que ambdues institucions compartien edifici, i el decret de 17 de desembre pel qual se suprimien les Juntes de Beneficència permetria també integrar l'Arxiu de la Junta Provincial de Beneficència i els d'institucions que administrava com la de les Senyores Nobles, l'administració de Quevedo, la Testamentaria d'Almodóvar, etcètera, i fins o tot el mateix arxiu familiar de la duquessa d'Almodóvar.
EL servei Provincial d'Inspecció i Assessorament de les corporacions locals va realitzar l'any 1975 una censura de comptes dels municipis de la província de València dels anys 1949 a 1970, i com varen utilitzar locals de la Diputació, la documentació que deixaren acabà també a l'arxiu.
Cal destacar també que el 1854-1855 amb la construcció d'un canal a l'Albufera, la documentació sobre el Canal de l'Albufera es troba també en un fons independent en el mateix Arxiu General i Fotogràfic de la Diputació de València.

## Història
L'any 1812 es data la creació de les diputacions provincials amb el marc legal que oferia la Constitució de Cadis de 1812, i amb la creació d'aquestes diputacions també es començà a crear els seus arxius. Arxius però que no tingueren encara una seu fixa i en el cas de la ciutat de València aniria itinerant, fins que l'any 1813 s'instal·laria a la ala de les Corts del Palau de la Generalitat, compartint edifici amb l'Audiència fins al 1814 quan se'n cessaren les activitats amb la supressió de les diputacions.
El 7 de març de 1820 es restabliren les diputacions, i la Diputació de València celebraria la seva primera sessió el 14 de març a Capitania General, fins al 20 d'abril que tindria ja seu pròpia. Al llarg de l'itinerari s'havia arribat a reunir també al Col·legi del Corpus Christi. Però l'any 1823 per ordre reial es disposà el trasllat immediat de l'Audiència del Palau de la Generalitat, però quan ja era imminent, amb l'entrada de les tropes absolutistes a la capital, l'Audiència no es va traslladar i la Diputació de València va quedar dissolta.
El Reial decret de 21 de setembre de 1835, restabliria de nou les diputacions provincials de manera definitiva, i es constituí la de València l'11 d'octubre de 1836, que s'ubicaria en aquells moments a l'antiga casa professa de la Companyia de Jesús, on romandria patint diverses vicissituds fins a l'any 1865. Fins que es traslladà aquell mateix any a l'antic Palau del Temple juntament amb Govern Civil, Delegació d'Hisenda i altres oficines. L'arxiu s'instal·laria com una oficina més en aquest nou emplaçament.
Després de diversos intents legítims de recuperar la seva antiga seu al Palau de la Generalitat, no seria fins al 23 de maig de 1923 que la recuperaria definitivament en acte d'entrega i fent que l'Audiència desallotgés el Palau. Però l'estat de l'edifici era de gran abandonament i ruïna, malgrat el gran valor històric i artístic de la construcció, i l'edifici d'arquitectura gòtica amb notables empremtes renaixentistes va haver de ser restaurat i ampliat, obres que culminarien l'any 1952 i la Diputació pogué finalment instal·lar-se al Palau de la Generalitat.
L'arxiu però no va ser totalment traslladat al Palau de la Generalitat, i els fons de Diputació van romandre en el Palau del Temple (Cens, Primera Ensenyança…), i altres fons es traslladaran als soterranis del Col·legi de Sordmuts (Carreteres, Quintes…). Però sí que es fixà l'emplaçament de l'arxiu a la planta tercera i quarta de l'antiga torrassa del Palau. Emplaçament amb problemes estructurals per sobrecàrreca que va suposar la instal·lació tant de les oficines com la sala que albergava els fons documentals, on calgué reforçar les velles bigues de fusta.
L'any 1976 la Diputació decidí que no podia continuar amb els fons dispersos i en condicions inadequades així que decidí ocupar com a nova seu de l'Arxiu de la Corporació, uns locals en el Convent de la Trinitat. Convent fundat per la reina Maria de Castella, esposa d'Alfons V d'Aragó, el 1446, i que està constituït per un conjunt d'edificacions que comprèn una església i un claustre gòtics a més de nombroses dependències. És així que el 1978 es va procedir a arrendar a les monges que habitaven el Convent de Religioses Franciscanes Clarisses unes dependències que es van condicionar com a oficines i dipòsits documentals, amb entrada independent pel número 5 del carrer Alboraya. L'any 1980 es va iniciar el trasllat i l'organització de tota la documentació que havia romàs dispersa i desordenada.
Encara que el 1985 es va ampliar l'arxiu, arrendant més espai a la mateixa congregació religiosa, el 1992 la Corporació va procedir a la rehabilitació del Pavelló de Privats del Sanatori Psiquiàtric Pare Jofré, instal·lat en l'antic Convent de Religiosos Franciscans de Santa Maria de Jesús, amb una superfície d'uns 2.700 metres quadrats, amb uns terrenys de 7.000 metres quadrats per a enjardinament, situat en el carrer Beat Nicolau Factor, número 1, de la ciutat de València. Aquest local comptaria amb tots els mitjans que garantirien la conservació i pervivència de l'arxiu quant a seguretat, control de la temperatura i la humitat, etcètera. I aquest edifici continua sent en l'actualitat la seu de l'Arxiu General i Fotogràfic de la Diputació de València.

## Fons
Existia un quadre de classificació realitzat basant-se en un reglament interior de 1906 que distribuïa les competències de la Diputació de València en seccions administratives. Com que en el transcurs dels anys s'havien produït moltes variacions (competències desaparegudes i altres desenvolupades de nou), s'acabà procedint en aquests anys a fer una classificació de tipus organicofuncional, en la qual es reflectiria l'estructura orgànica de la institució i, a més, les funcions, aconseguint-se d'aquesta manera una continuïtat en les sèries documentals, produint el quadre de classificació encara vigent i ampliat en l'actualitat.

### Fons documentals
| - Diputació de València (1699 -) Organismes i Institucions beneficoassistencials i sanitàries - Hospital General (1410 - 2009) - Casa Misericòrdia (1673 - 1981) - Casa Beneficència (1820 - 1981) Altres Organismes i institucions públiques - Govern Civil (1739 - 1958) - Junta Provincial de Beneficència (1507 - 1897) - Servei d'Inspecció i Assessorament - Corporacions Locals (1945 - 1973) Fons privats - Duquessa d'Almodóvar (1246 - 1813) - Canal de l'Albufera (1855 - 1856) Col·leccions fotogràfiques - Col·lecció Sarthou (1902 - 1945) - Col·lecció Cardona (1905 - 1930) - Col·lecció Sanchís (1945 - 1970) - Col·lecció Cháfer (1915 - 1916) - Col·lecció Santiago Ponce (1900 - 1949) - Col·lecció Ferran Belda (1917 - 1950) - Col·lecció Gamón (1899 - 1910) - Col·lecció Boldún (1888 - 1960) - Col·lecció Parés (1914) - Col·lecció Roglà (1913) - Col·lecció Corbín (1890 - 2005) - Col·lecció FOAT (1964-1985) - Col·lecció Turisme pràctic (1920) - Col·lecció Visita turística a València (1915) | Publicacions - Col·lecció Alcántara "Ribalta" - Col·lecció Janini (1914) - Col·lecció Pla (1965) - Col·lecció Jarque (1982 - 1995) Col·leccions factícies - València capital i Província (1913 - 1960) Fons fotogràfic - Fons Diputació de València (1952-1979) - Col·lecció Sarthou (1902-1945) - Col·lecció Cardona (1905-1930) - Col·lecció Sanchís (1945-1970) - Col·lecció Cháfer (1915-1916) - Col·lecció Santiago Ponce (1900-1949) - Col·lecció Ferran Belda (1917-1950) - Col·lecció Gamón (1899-1910) - Col·lecció Boldún (1888-1960) - Col·lecció Parés (1914) - Col·lecció Roglà (1913) - Col·lecció Corbín (1890-2005) - Col·lecció Fotografia Aèria i Terrestre (1964-1985) - Col·lecció Turisme Pràctic (1920) - Visita turística a València (1915) - Col·lecció Alcántara "Ribalta" - Col·lecció Janini (1914) - Col·lecció Pla (1965) - Col·lecció Jarque (1982-1995) - València capital i Província (1913-1960) |